# Gunder Gundersen
Gunder Gundersen (ur. 12 września 1930 w Asker, zm. 2 czerwca 2005 w Oslo) – norweski dwuboista klasyczny, dwukrotny medalista mistrzostw świata.

## Kariera
Gundersen reprezentował barwy klubu IF Frisk Asker. Pierwszym sukcesem w jego karierze było zdobycie mistrzostwa Norwegii w kategorii juniorów w 1950 roku. Dwa lata później wygrał zawody w kombinacji podczas Holmenkollen Ski Festival, ale na odbywających się w tym samym roku igrzyskach olimpijskich w Oslo nie wystąpił.
W 1954 roku wziął udział w mistrzostwach świata w Falun, gdzie wywalczył srebrny medal, ulegając jedynie swemu rodakowi Sverre Stenersenowi, do którego stracił zaledwie 1 punkt. Trzecie miejsce przypadło kolejnemu reprezentantowi Norwegii, Kjetilowi Mårdalenowi, który miał jednak wyraźną stratę do pierwszej dwójki. W 1955 roku Gundersen zwyciężył w organizowanych w Lahti zawodach Salpausselän Kisat. Ze startu na igrzyskach olimpijskich w Cortinie d’Ampezzo w 1956 roku wyeliminowała go kontuzja.
Na mistrzostwach świata w Lahti w 1958 roku brązowy medal, ustępując tylko Finowi Paavo Korhonenowi oraz po raz kolejny Sverre Stenersenowi. W konkursie skoków Norweg uzyskał dziewiąty wynik, jednak na trasie biegowej miał drugi czas, co pozwoliło mu zająć miejsce na podium. Rok później po raz drugi zwyciężył w zawodach w Holmenkollen, otrzymując jednocześnie medal Holmenkollen. Sukces ten powtórzył także w 1960 roku. W lutym tego samego roku wystąpił na igrzyskach olimpijskich w Squaw Valley, uzyskując czternasty wynik w skokach i dwunasty na trasie biegowej, co dało mu jedenastą pozycję. Wynik Gundersena był najsłabszym spośród norweskich dwuboistów na tych igrzyskach, na kolejnych Gunder już nie startował. Ostatnim sukcesem w jego karierze było zdobycie tytułu mistrza kraju w 1961 roku.
Po zakończeniu kariery zawodniczej został działaczem sportowym, pracował między innymi w Międzynarodowej Federacji Narciarskiej. Na igrzyskach olimpijskich w Lake Placid w 1980 roku był dyrektorem technicznym podczas zawodów w kombinacji. Gundersen jest ponadto autorem metody rozgrywania zawodów, która znacząco zmieniła obraz kombinacji norweskiej. Metoda ta nazywana jest od jego nazwiska metodą Gundersena.

## Osiągnięcia

### Igrzyska olimpijskie
| Miejsce | Dzień     | Rok  | Miejscowość  | Konkurencja              | Wynik zwycięzcy | Strata      | Zwycięzca   |
| ------- | --------- | ---- | ------------ | ------------------------ | --------------- | ----------- | ----------- |
| 11.     | 22 lutego | 1960 | Squaw Valley | Indywidualnie K-80/15 km | 457.952 pkt     | -24.904 pkt | Georg Thoma |

### Mistrzostwa świata
| Miejsce | Dzień     | Rok  | Miejscowość | Konkurencja              | Wynik zwycięzcy | Strata     | Zwycięzca        |
| ------- | --------- | ---- | ----------- | ------------------------ | --------------- | ---------- | ---------------- |
| 2.      | 17 lutego | 1954 | Falun       | Indywidualnie K-80/18 km | 461.1 pkt       | -1.0 pkt   | Sverre Stenersen |
| 3.      | 3 marca   | 1958 | Lahti       | Indywidualnie K-90/18 km | 448.500 pkt     | -3.948 pkt | Paavo Korhonen   |